# Suseni, Argeș
Suseni là một xã thuộc hạt Argeș, România. Dân số thời điểm năm 2002 là 3538 người.